# Hašani (Bosanska Krupa)
Hašani (szerbül: Хашани) falu Bosznia-Hercegovinában, a Bosznia-hercegovinai Föderáció Una-Szanai kantonjában, Bosanska Krupa községben.

## Fekvése
Bosznia-Hercegovina északnyugati részén, Bihácstól légvonalban 37, közúton 52 km-re keletre, Bosanska Krupa központjától légvonalban 16, közúton 28 km-re délkeletre fekvő dombos, erdős területen fekszik. Itt fogadja a Japra-folyó balról a Kalin-patakot, kicsit távolabb, jpbbról pedig a Slanacot. A három vízfolyás egyesülése a falu határában egy széles és termékeny völgyet képez. A házak többnyire a folyóvölgyek közötti gerincek mentén helyezkednek el. A falu területe fölé északról a Grmečka kosa, keletről pedig az 523 méteres Gromila emelkedik. Jelentősebb források a Studenac, a Zmajevac, a Svetinja és a Vodica. A település három részből áll: Slanac, Živoskup és Hašani, mely a középső részt foglalja el. A Slanac és a Japra völgyoldalain az út két oldalán egy-egy nagy házcsoport található. Itt van a templom, az iskola, a plébánialakás és több ház.

## Népessége
| Nemzetiségi csoport | Népesség 1991 | Népesség 2013 |
| ------------------- | ------------- | ------------- |
| Szerb               | 414           | 8             |
| Bosnyák             | 0             | 0             |
| Horvát              | 0             | 0             |
| Jugoszláv           | 0             | 0             |
| Egyéb               | 0             | 0             |
| Összesen            | 414           | 8             |

## Története
A régészeti leletek tanúsága szerint a falu területe már az őskortól fogva és a középkorban is lakott volt. A Japar vára feletti dombtetőn, a „Gradina” nevű lelőhelyen egy észak-déli tájolású ókori erődítmény maradványai találhatók, ahonnan számos vaskori kerámia és egyéb háztartási hulladék maradványa került elő. A Japra és a Kalin patakok összefolyásánál a „Palančište” nevű lelőhelyen a szántóföldön valószínűleg római kori település állt. Az egykori épületekre utalnak az itt talált vastárgyak, a nagyszámú kő építőanyag és habarcs maradványai. A falu középkori templomának alapfalai és a mellette felvő temető maradványai a Kolišći településrészen a Kalin-patak forrása feletti Glavicán találhatók.
Hašani falu közelében a Japra folyó kanyarulatában egy dombon található Japar vára. A várat először 1490-ben említik a Blagaji nemzetség, majd Corvin János herceg birtokaként. A 16. század elején várnagya Szladovics György volt, aki később Obrovac várnagya volt. 1514-ben török uralom alá került. A kamengrádi kapitányság alá tartozott volt. Az írott forrásokban Japar számos középkori térképen „Japar”, „Iapra”, „Lapra” néven szerepel. A vár lábánál volt egy település. Nem tudni, mikor hagyták el a várat, de minden bizonnyal Krupa 1656-os visszafoglalásáig működött, és más erődítményekkel együtt egy határvédelmi részét képezte a Habsburg Birodalom határával szemben.
A boszniai háború utáni területmegosztáskor a települést kettévágta a Bosznia-hercegovinai Föderáció és a Szerb Köztársaság között húzott határvonal, így annak nagyobbik része Krupa na Uni községhez került.

## Nevezetességei
A falut kettévégja a boszniai háború utáni területmegosztáskor a Bosznia-hercegovinai Föderáció és a Szerb Köztársaság között húzott határvonal, ezért az alábbi nevezetességek egy része ma a Szerb Köztársasághoz tartozó Krupa na Uni község Hašani nevű településének területére esik:
- Japar középkori vára az azonos nevű domb északi lejtőjén áll. A kisebb alapterületű, de szilárd felépítésű vár olyan helyen épült, ahonnan az egész vidéket szemmel lehetett tartani. Az erődítmény mérete 22 x 16 méter volt. Erős kerek, mintegy 9 méter átmérőjű toronyból és egy 16 x 9 méteres hosszúkás udvarból állt, 5-6 m magas sáncokkal. A sáncok déli bejárati oldala meg volt erősítve. Ma Japar vára többnyire romokban áll, erdővel benőtt és nagyon veszélyeztetett állapotban, mivel megmentésére eddig nem történt semmilyen állagmegóvási intézkedés.[6]

- Vaskori erődítmény maradványai a Gradina lelőhelyen. Az erődítmény hosszúsága mintegy 40 méter, szélessége 13 méter volt. Az erőd paltójának északi oldalán részben elpusztult sáncmaradványok is találhatók.[5]

- Késő középkori templomának maradványai a Glavicán. Az alapfalak méretei alapján a templom 13x9 méteres, nyugat-keleti tájolású volt. A templom körül a 17.-18. századból származó sírkövek is találhatók.[5]

- A Keresztelő Szent János tiszteletére szentelt szerb ortodox templom templomát először 1994-ben, utoljára 2011-ben újították fel. A templomot Hrizost bihács-petrovai püspök szentelte fel 2011. augusztus 28-án.

- Hašaniban található Branko Ćopić szerb író szülőhelye.

- A településen hagyományosan kerül megrendezésre a Ćopić Gyermekösvények nevű ifjúsági rendezvény.